# 购买力平价

2022年世界各国PPP（购买力平价）地图 (IMF)

购买力平价（英語：Purchasing power parity，缩写），是一种根據各国不同的价格水平，计算出货币之间的等值系数，使我们能够在经济学上对各国的国内生产总值进行合理比较，但这种理论汇率与实际汇率可能有很大的差距。购买力平价计算单位为国际元（international dollar，缩写：Intl.$）或称作“国际货币单位”（international currency unit，缩写：ICU）。购买力平价是以美元为基础，即1美元在美国的购买力为参考基数；故1国际元在個別國家的購買力等于1美元在美国的购买力，因此很多情况下，购买力平价直接使用US$计价。
该理论指出，在对外贸易平衡的情况下，两国之间的汇率将会趋近于购买力平价。一般来讲，这个指标要根据相对于经济的重要性，需考察许多货物价格才能得出。

## 概述

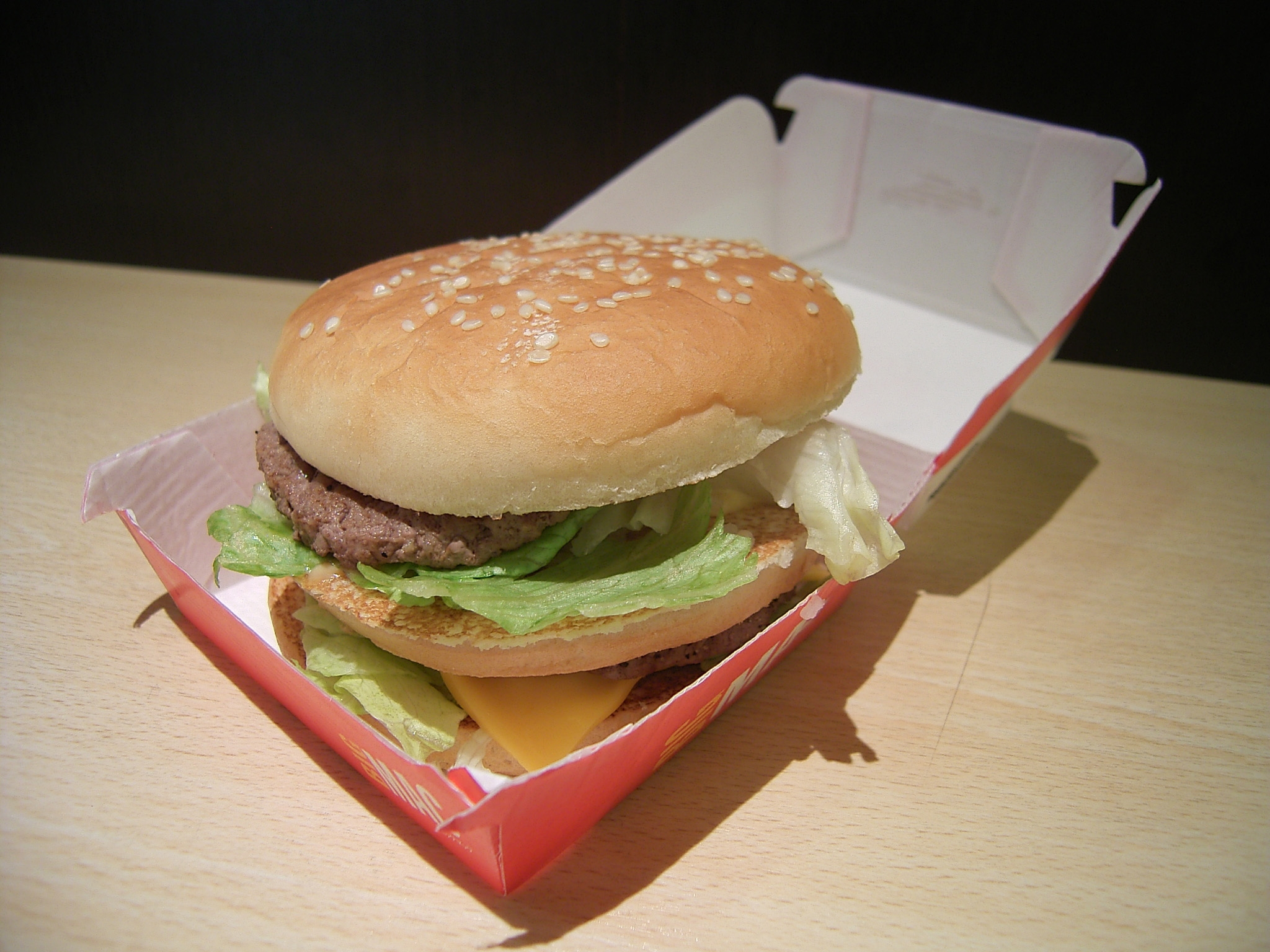
巨无霸漢堡在世界普及程度高且品質相對一致

购买力平价汇率对于比较不同国家之间的生活水平较精准。现行的货币汇率对于比较各国人民的生活水平将会产生误导。例如，如果墨西哥比索相对于美元贬值一半，那么以美元为单位的国内生产总值也将减半。可是，这并不表明墨西哥人变穷了。如果以比索为单位的收入和价格水平保持不变，而且进出口货物在对墨西哥人的生活水平并不重要，那么货币贬值并不会带来墨西哥人的生活品质的恶化。如果采用购买力平价就可以避免这个问题。
一个测量购买力平价的简单例子就是由《经济学人》杂志所创的巨無霸指數。该指标将各国的麦当劳分店的巨无霸销售价格进行了比较：如果一个巨无霸在美国的价格是4美元，而在英国是3英镑，那么美元与英镑的购买力平价汇率就是3英镑=4美元。假如在这个例子中美元和英镑的汇率是1:1，那么根据购买力平价理论，以后的真实汇率将会向购买力平价汇率靠拢。除了巨无霸，iPhone及星巴克咖啡等商品也曾做為购买力平价的測量之用。

## 對此理論的批評
假定所有国家的商品价格相等是错误的。不同国家的人对于同一种財貨的估价是不同的。例如一种在甲国是奢侈品的財貨，在另一个国家乙國可能是普通的日常用品。而购买力平价不考虑这种情况。
汇率表示本国货币此刻在另一个国家的购买力，而购买力平价汇率跟能在另一国购买多少东西无关。
多数数据来源都不提供计算购买力平价所用的財貨，所以在统计学上具有欺骗性——例如：可透過精心的选择所用的商品获得对某国有利或者不利的结果。

### 貿易障礙
購買力平價背後的機制，單一價格法則並非完全有效。運輸成本和貿易管制會產生額外成本，造成跨國市場間的物價差異，切斷匯率以及物價間的聯繫。
服務業以及營造業的產出無法跨國流通，此類不可貿易物造成了購買力平價的偏差，他們的價格由地方的供需決定，如果地方的不可貿易物的價格提高，所屬貨幣的購買力會下降。

## 和生活水平的關係
即使使用正确的购买力平价，人均国内生产总值也只能表明一个国家经济的整体产出值，而不能直接作为普通人的生活水平的尺度。其它的指标，如住宅和校舍的品质、公共服务的品质和水平、污染程度、消费者保护法的力度等等，很难测定，并且未在国民生产总值中反映出来。所以即使是用购买力平价调整过的人均国民生产总值也要谨慎使用，因为它只是生活品質的众多标准之一。事实上生活水平有时很少被购买力平价所影响。